# Vojtěch Hynais
Vojtěch Antonín Hynais (14. prosince 1854 Vídeň – 22. srpna 1925 Praha – Podolí) byl český malíř a autor současné opony Národního divadla (1883).

## Život
Narodil se 14. prosince 1854 v rodině krejčího ve Vídni jako nejstarší ze tří synů. Jeho otec byl vlastencem a účastníkem spolkového života ve Vídni a děti sám doma učil česky, protože neměl prostředky na školy. Vojtěch Hynais po absolvování reálky v 16 letech nastoupil ke studiu na vídeňské Akademii, nejprve u profesorů Karla Wurzingera a Augusta Eisenmengera. Když se roku 1874 vrátil z Říma profesor Anselm Feuerbach, Hynais přestoupil do jeho ateliéru klasické malby. Feuerbach ho přizval k práci na nové budově Vídeňské umělecké akademie a zařídil Hynaisovi římské stipendium. V Římě a Benátkách studoval a kopíroval díla starých mistrů (Giovanniho Battisty Tiepola, Raffaela Santiho) a ve stejné době získal přízeň záhřebského biskupa Josipa Juraje Strossmayera, který od něj objednal dva obrazy.

### Paříž
Roku 1873 na Světové výstavě ve Vídni se Hynais seznámil s ostatními umělci budoucí Generace Národního divadla a viděl zde díla francouzského akademického klasicismu. Do Paříže odjel v roce 1878 s doporučením k malíři Jaroslavu Čermákovi, ale zastihl ho již umírajícího. Oslovil tehdejšího prominentního malíře Paula Baudryho a ten ho doporučil na pařížskou Akademii. Od roku 1878 studoval u Jean-Léona Gérôma na pařížské École des Beaux-Arts. V Paříži byl ve stálém kontaktu se svými krajany (Václav Brožík, Luděk Marold, Václav Sochor, Antonín Chittussi) a pomáhal stipendistům Augustinu Němejcovi a Františku Bílkovi. V roce 1879 poprvé vystavoval v Praze v rámci výstavy Umělecké besedy. Hynais se v Paříži v roce 1883 oženil s modelkou Augustou Vorinovou, se kterou už měl dvě děti, syna Jiřího a dceru Annu (rovněž malířku). Aby uživil rodinu, zabýval se kromě malby také grafickou tvorbou (plakáty) a spolupracoval s porcelánkou v Sèvres. Získal významnou zakázku na sérii lunet pro vídeňský Hoftheater.
Udržoval kontakty s pražskými umělci (Josef Václav Myslbek) i mecenáši (Vojta Náprstek, Josef Hlávka, Josef Škorpil, Josef Stupecký) a některé z nich portrétoval, mj. vytvořil sérii portrétů rodiny Daubků při pobytu na jejich zámku v Litni. Hynais byl autorem plakátu pro Jubilejní zemskou výstavu roku 1891. Až po velkém naléhání svolil, že se zúčastní výzdoby Národního divadla a zhotoví její novou oponu. Na nádvoří České techniky byl pro něj roku 1883 postaven ateliér, kde se však dělil o místo se sochařem Bohuslavem Schnirchem, což mu nevyhovovalo. 

### Praha
Roku 1894 na návrh Josefa Hlávky přijal místo profesora na pražské Akademii a působil zde až do smrti roku 1925. Josef Hlávka pro profesory Akademie pronajal a nechal přestavět Wiehlův pavilon postavený pro Zemskou výstavu v Holešovicích a během stavby nové budovy Akademie se zasloužil se o to, že nové ateliéry byly projektovány „na míru“ konkrétních umělců. Hynais spolu s ostatními se tam přestěhoval roku 1903. V důsledku oční choroby přišel v devadesátých letech o oko.
Hynais získal během života řadu ocenění na pařížských Salonech a zlaté medaile na Světových výstavách. Byl rytířem Řádu železné koruny III. třídy, důstojníkem francouzské Čestné legie, členem české Akademie nauk a umění, čestným předsedou Jednoty umělců výtvarných a čestným doktorem Univerzity Karlovy. Zemřel 22. srpna 1925 v Praze a je pohřben na vyšehradském Slavíně.

### Pražské adresy
- Masarykovo nábřeží čp. 2058/38 – v tomto domě nedaleko Národního divadla zemřel. Nárožní dům, v ulici Ostrovní je bronzová busta a pod ní travertinová pamětní deska s textem: 1854–1925 ZDE ŽIL A ZEMŘEL SLAVNÝ ČESKÝ MALÍŘ VOJTĚCH HYNAIS, TVŮRCE OPONY NÁRODNÍHO DIVADLA, SVÉMU ČESTNÉMU PŘEDSEDOVI JEDNOTA UMĚLCŮ VÝTVAR. V PRAZE.

## Dílo
Hynais již jako student vídeňské Akademie získal za svůj obraz Muka sv. Víta římské stipendium a podílel se na malířské výzdobě nové budovy vídeňské Akademie. Pro biskupa Strossmayera zhotovil dva obrazy – Madona se sv. Albertinou, sv. Michal. Během pobytu v Paříži získal významnou zakázku na sérii lunet pro vídeňský Hoftheater – osobnosti světového dramatu od Euripida ke Grillparzerovi.

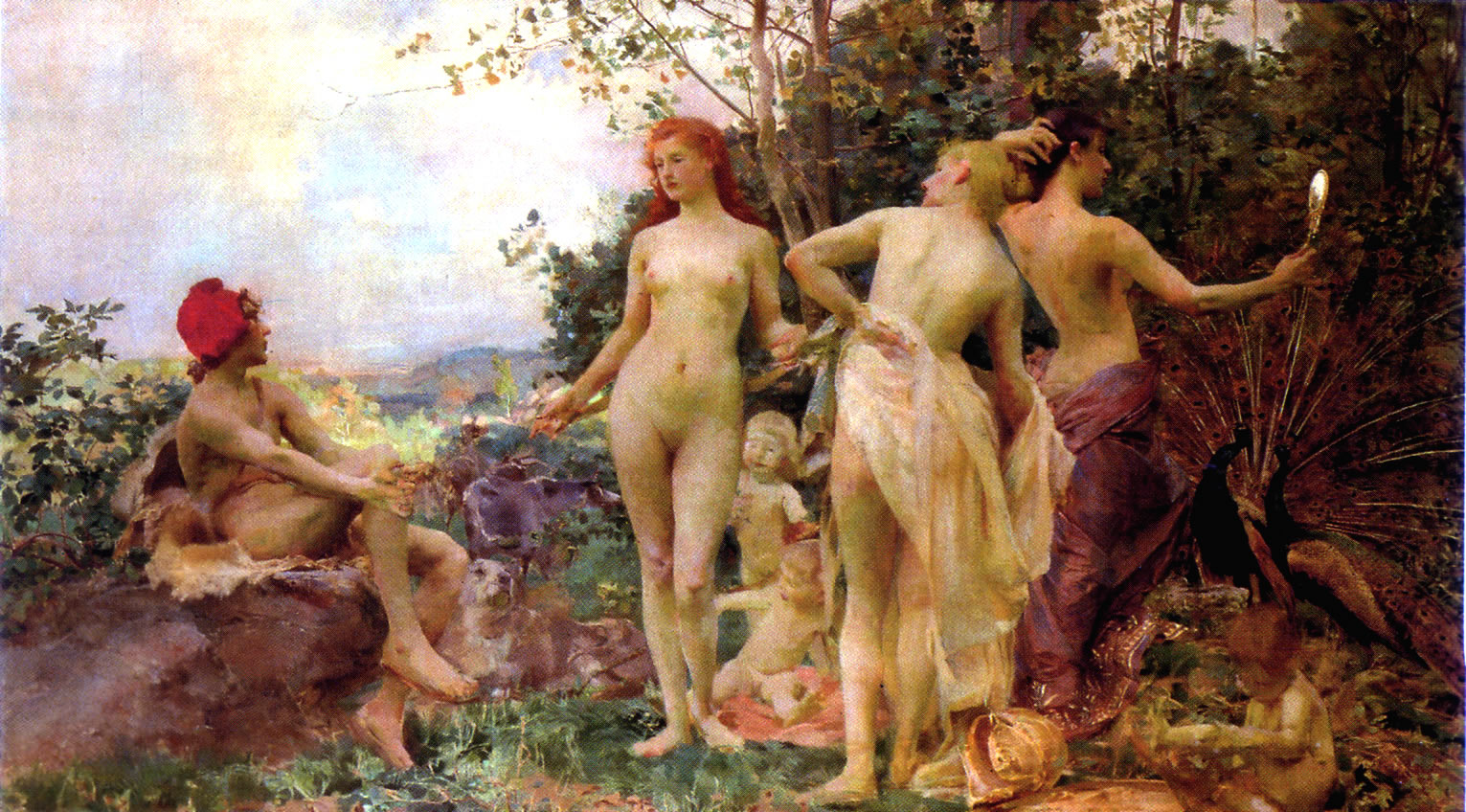
Vojtěch Hynais, Paridův soud, 1892

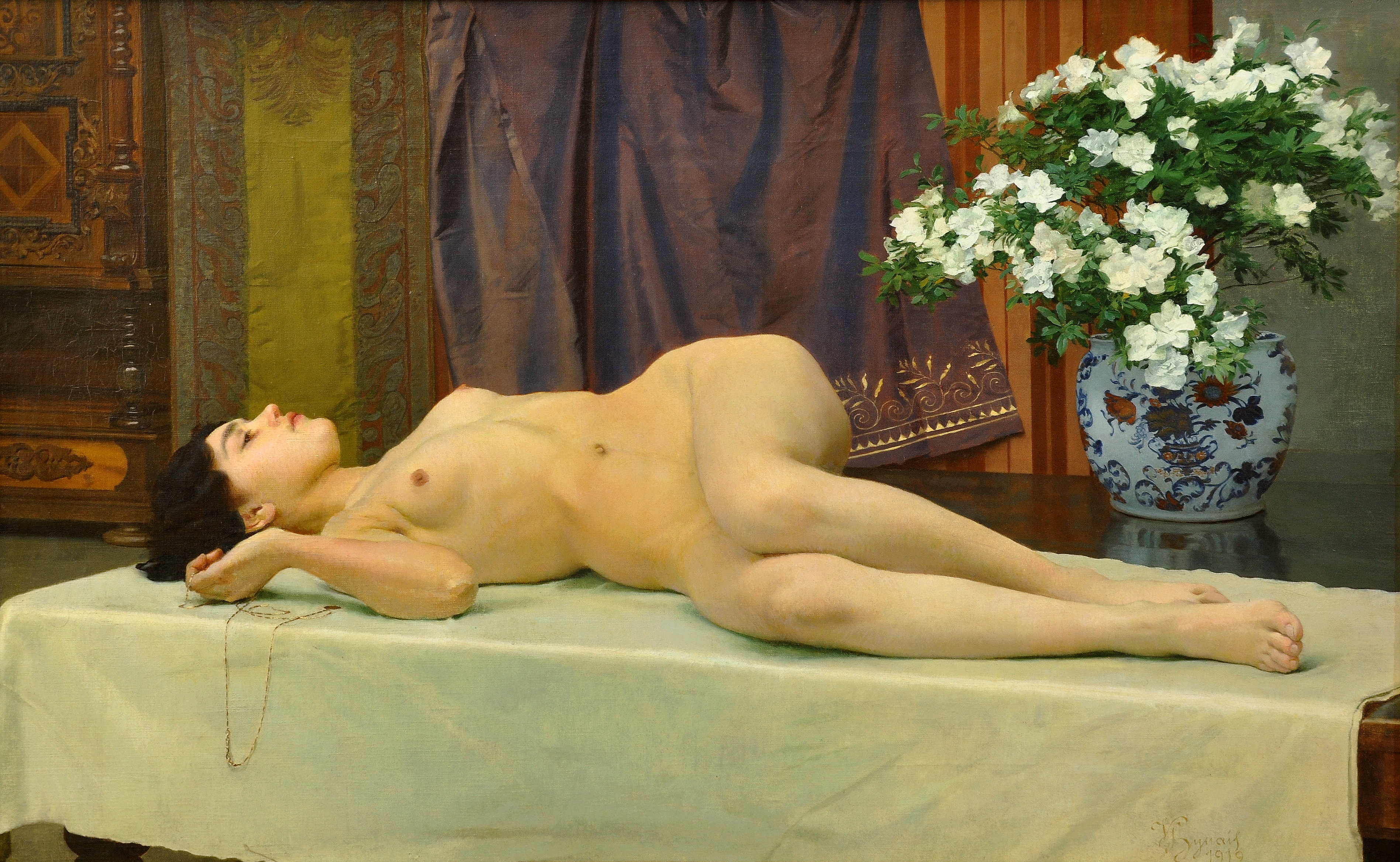
Vojtěch Hynais, Ležící akt

Hynais usiloval stát se úspěšným salonním umělcem. Byl typickým představitelem klasické akademické malby a navazoval na díla svých učitelů Feuerbacha a Gérôma. Během pobytu v Itálii kopíroval díla starých mistrů, zejména Raffaela Santiho a Giovanniho Battisty Tiepola. Suverénně zvládl módní luministickou malbu založenou na světelných efektech mlžných oparů a světlem prozářených barev. Kapli českého hospice v Římě vyzdobil nástěnnými malbami českých světců.
Jako modely v ateliéru mu stály některé slavné ženy – od Suzanne Valadon (obraz Pravda a žena na houpačce na oponě Národního divadla) po pražskou Ernestinu Wittnerovou. Sám si vybíral výrazné typy na ulici, využíval členy rodiny a známé a pracoval i s fotografií. V ředitelně Národního divadla visí obraz sv. Cecílie, kde modelem stála herečka Berta Formanová, milenka tehdejšího ředitele Františka Šuberta.
V roce 1899 vytvořil pro Pantheon Národního muzea v Praze obrazy Umění, Inspirace, Moc a pokrok a Věda.
V letech 1919–1923 portrétoval prezidenta T. G. Masaryka, ale po padesáti šesti sezeních prezident další spolupráci odmítl a portrét nebyl dokončen.

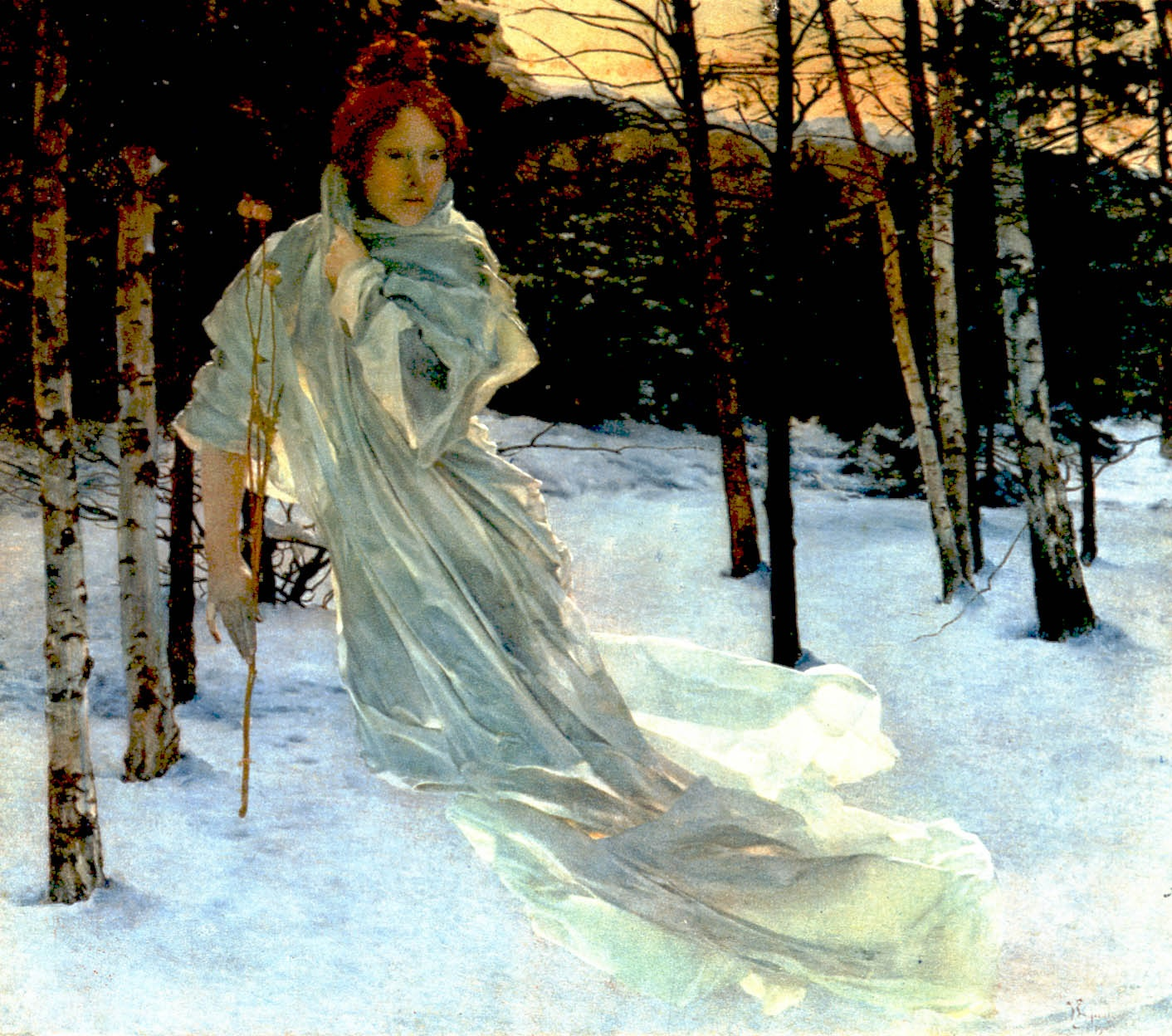
Vojtěch Hynais, Zima

Návrh nové opony pro Národní divadlo Hynais vypracoval v Paříži. Jako námět zvolil složitou alegorickou scénu znázorňující nové budování divadla po požáru. V centru kompozice je truchlící Slavie, k jejímž nohám národ skládá dary. Vlevo se vznáší jako anděl Génius národa, který povzbuzuje národ k činu. Hynais musel o své pojetí opony bojovat s komisí, která pro něj neměla porozumění a nakonec prosadil realizaci pod hrozbou soudní pří. Rozměr opony je 142 metrů čtverečních. Pracoval na ní s dvěma pomocníky 90 dnů na Karlově náměstí nedaleko Černého pivovaru. Spotřebovali 26 kg barev, hmotnost díla překročila 180 kg. Opona měla premiéru při prvním uvedení Smetanovy Libuše 18. listopadu 1883 a byla přijata chladně (podle jiných byla přijata nadšeně).
Pro Národní divadlo také vytvořil soubor obrazů Apoteóza zemí Koruny české a pro salonek Národního divadla alegorie čtyř ročních dob. První tři obrazy dokončil v roce 1881. Poslední z této čtveřice, obraz Zima, byl pro neshody o výši honoráře dodán se zpožděním až roku 1901 a je již ovlivněn secesí. Roku 1894 v Praze s velkým ohlasem vystavil své dva velké pařížské obrazy: Paridův soud a Pravda.
Po přelomu století již byla Hynaisova malba považována za nemoderní a jeho popularita postupně hasla. Jako profesor Akademie vychoval desítky malířů, mezi jinými u něj studovali např. Cyril Mandel, Arnošt Hofbauer, Herbert Masaryk, Otakar Kubín, František Janoušek, Vlasta Vostřebalová-Fischerová a Zdeněk Tůma.

## Ocenění
- Řád železné koruny  III. třída, rytíř
- Řád čestné legie  IV. třída, důstojník

## Galerie

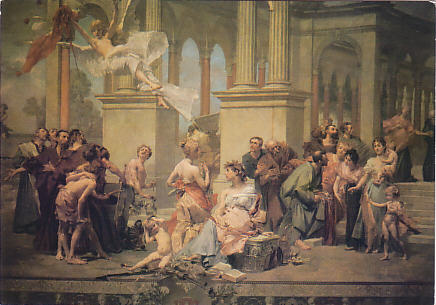
Opona Národního divadla – nejznámější dílo Vojtěcha Hynaise
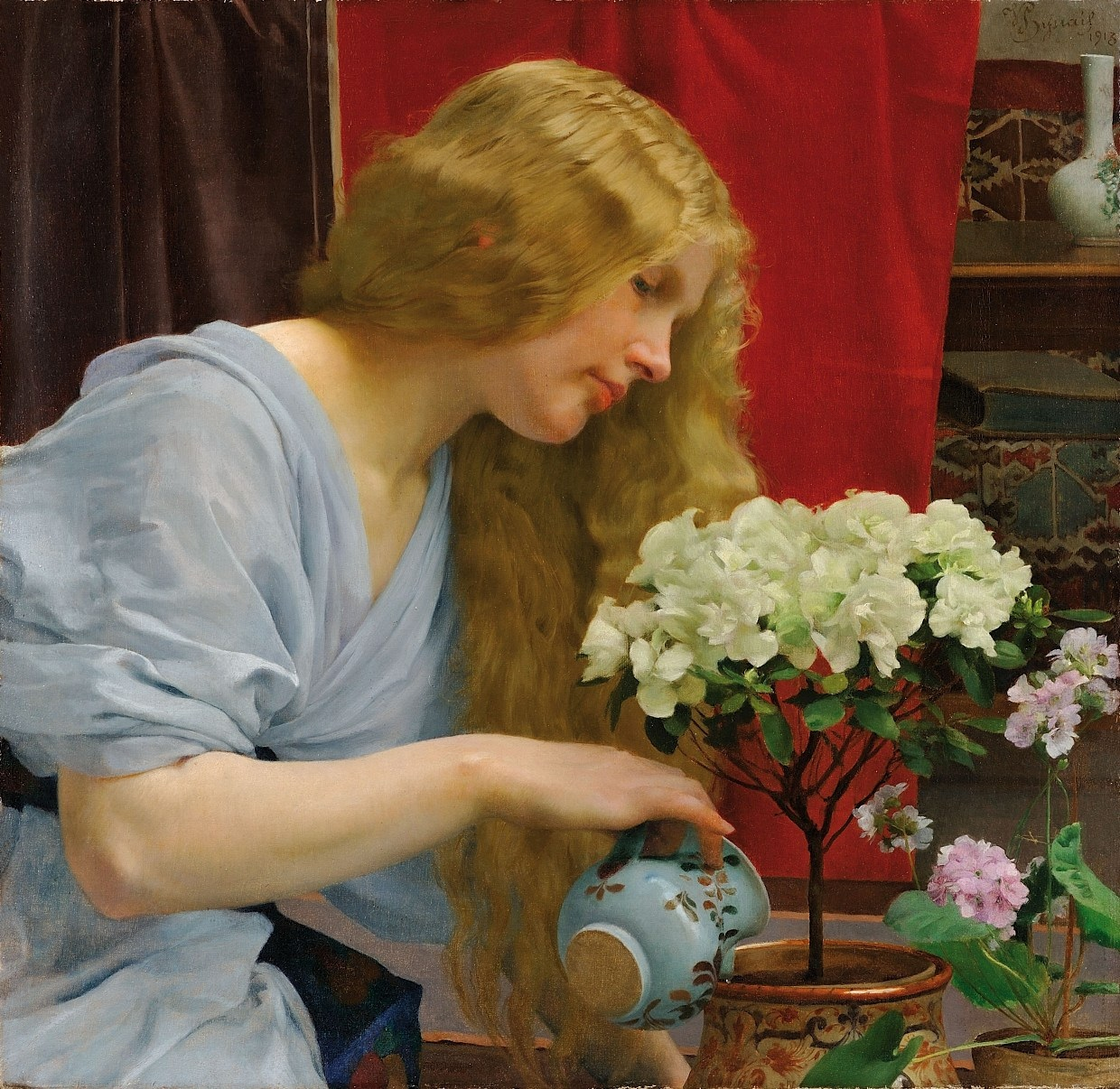
Dívka
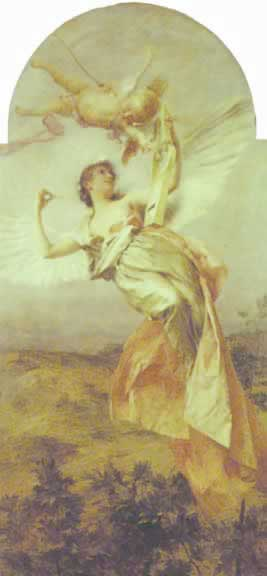
Poezie, 1885, olej na plátně, 220 × 120 cm
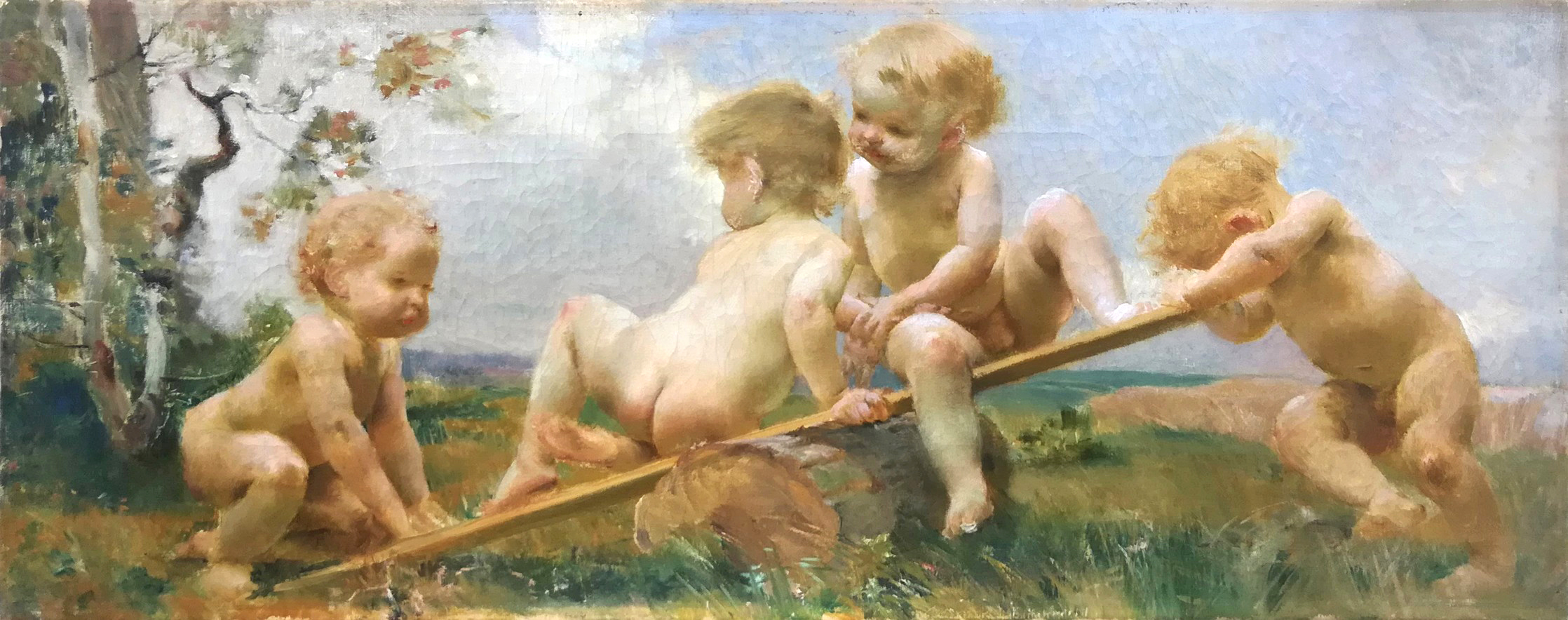
Vojtěch Hynais: Olej na plátně: rozměry : 21 × 52 cm
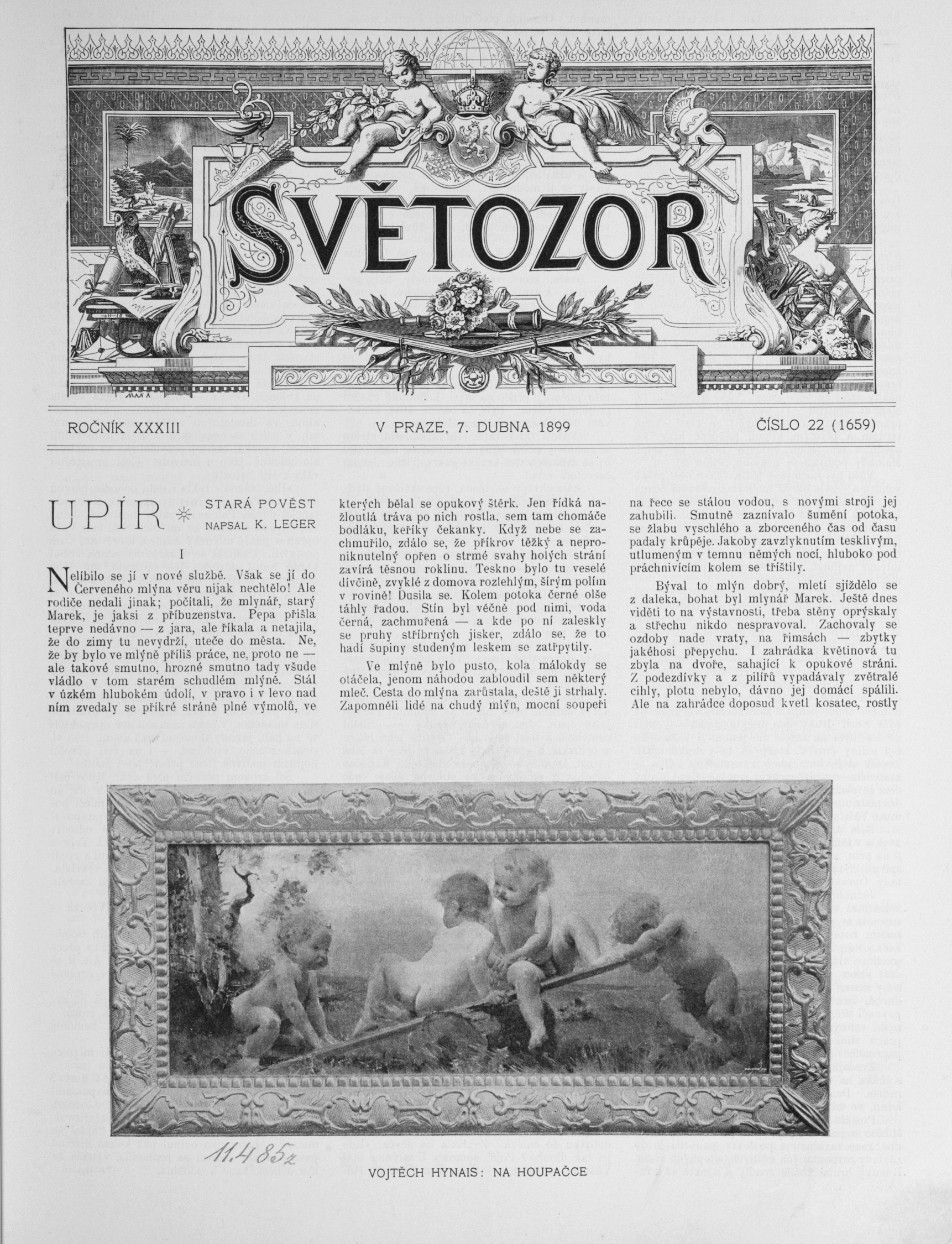
Vojtěch Hynais – Na Houpačce – Světozor 1899
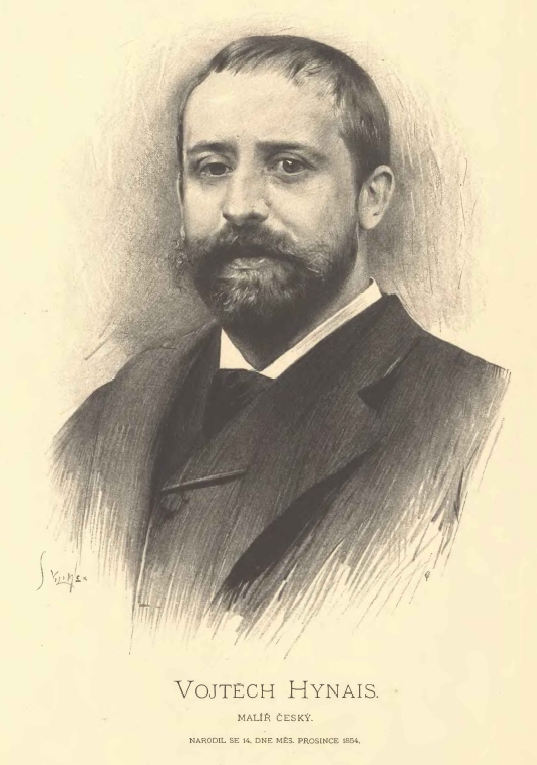
Vojtěch Hynais (kreslil Jan Vilímek)